# Клеомовые
Клеомовые (лат. Cleomaceae) — небольшое семейство цветковых растений порядка Капустоцветные (Brassicales), включает в себя 8—10 родов.
Раньше представители этого семейства включались в семейство Каперсовые (Capparaceae), после пересмотра Каперсовых эти роды включаются в семейство Капустные (Brassicaceae). В 2007 году группой ботаников было проведено генетическое исследование в результате которого эти рода включают в отдельное семейство.
Последние генетические исследования не смогли однозначно отделить род Клеоме от родов Podandrogyne и Polanisia, поэтому некоторые ботаники рассматривают последние два рода как часть рода Клеоме sensu lato.

## Роды
- Cleome L. — Клеоме
- Cleomella DC.
- Dactylaena Schrad. ex Schult. & Schult.f.
- Haptocarpum Ule
- Oxystylis Torr. & Frém.
- Podandrogyne Ducke
- Polanisia Raf.
- Wislizenia Engelm.